# Bahar Erdeniz
Bahar Erdeniz Verel (* 17. Mai 1950 in Istanbul) ist eine türkische Schauspielerin und Model.

## Leben und Karriere
Erdeniz begann ihre Karriere zunächst als Model. Ihr Schauspieldebüt gab sie im 1971 in dem Film Afacan Küçük Serseri. Sie spielte in über 50 Filmen, darunter bekannte Werke wie Kılıç Aslan, Hazreti Yusuf und Hakanlar Çarpışıyor.
Erdeniz war zweimal verheiratet. In erster Ehe war sie mit dem Elektronikingenieur Yalçın Erdeniz verheiratet, mit dem sie nach Schweden zog. Nach ihrer Rückkehr in die Türkei ließ sie sich scheiden. 1979 heiratete sie den ehemaligen Fußballer Engin Verel, mit dem sie nach Frankreich ging. Das Paar hat einen Sohn, Can Verel, der ebenfalls Schauspieler ist.

## Filmografie (Auswahl)
- 1971: Afacan Küçük Serseri
- 1971: Newyorklu Kız
- 1971: Şerefimle Yaşarım
- 1972: Aşk Fırtınası
- 1972: Çöl Kartalı
- 1972: Kader Yolcuları
- 1972: Kırık Merdiven
- 1973: Şüphe
- 1975: Lion Man – Die Todeskralle aus Istanbul (Kılıç Aslan)
- 1975: Seks Ve Şantaj
- 1976: Kanundan Kaçamazsın
- 1977: Aşk Arzu ve Silah
- 1977: Hakanlar Çarpışıyor
- 1977: Mavi Mercedes
- 1979: Tatlı İstanbul Geceleri
- 2004: Bütün Çocuklarım
- 2006: Sevda Çiçeği
- 2007: Kader